# Zoonavena thomensis
Zoonavena thomensis е вид птица от семейство Бързолетови (Apodidae).

## Разпространение
Видът е разпространен в Сао Томе и Принсипи.